# Concistori di papa Giovanni XXIII

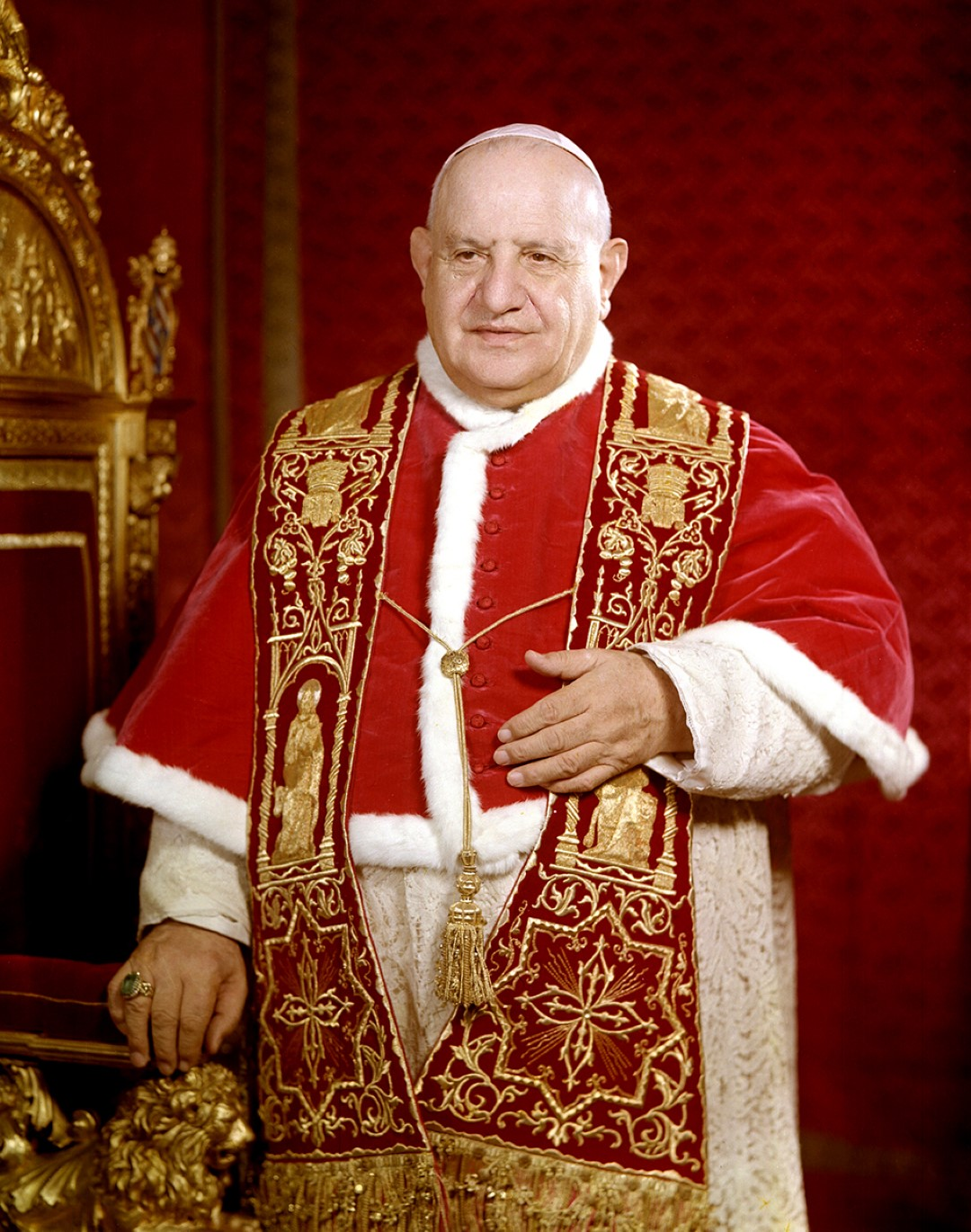
Papa Giovanni XXIII

Questa voce raccoglie l'elenco completo dei concistori per la creazione di nuovi cardinali presieduti da papa Giovanni XXIII, con l'indicazione di tutti i cardinali creati (52 cardinali, in 5 concistori, provenienti da 22 nazioni, di cui 7 non avevano mai avuto prima un cardinale). Tra i porporati figura il suo immediato successore al soglio pontificio: Paolo VI. I nominativi sono posti in ordine di creazione.

## 15 dicembre 1958
Il 15 dicembre 1958, durante il suo primo concistoro, papa Giovanni XXIII creò ventitré cardinali:
- san Giovanni Battista Montini, arcivescovo metropolita di Milano (Italia); creato cardinale presbitero dei Santi Silvestro e Martino ai Monti; poi eletto papa con il nome di Paolo VI il 21 giugno 1963; deceduto il 6 agosto 1978; beatificato il 19 ottobre 2014; canonizzato il 14 ottobre 2018;
- Giovanni Urbani, patriarca di Venezia (Italia); creato cardinale presbitero di Santa Prisca; deceduto il 17 settembre 1969;
- Paolo Giobbe, arcivescovo titolare di Tolemaide di Tebaide, nunzio apostolico in Olanda; cardinale presbitero di Santa Maria in Vallicella; morto il 14 agosto 1972;
- Giuseppe Fietta, arcivescovo titolare di Sardica, nunzio apostolico in Italia; cardinale presbitero (p. h. v.) di San Paolo alla Regola (titolo ricevuto il 12 marzo 1959); morto il 1º ottobre 1960;
- Fernando Cento, arcivescovo titolare di Seleucia Pieria, nunzio apostolico in Portogallo; cardinale presbitero (p. h. v.) di Sant'Eustachio (titolo ricevuto il 12 marzo 1959); morto il 13 gennaio 1973
- Carlo Chiarlo, arcivescovo titolare di Amida, ufficiale della Segreteria di Stato; creato cardinale presbitero di Santa Maria in Portico Campitelli (pro illa vice); deceduto il 21 gennaio 1964;
- Amleto Giovanni Cicognani, arcivescovo titolare di Laodicea di Frigia, delegato apostolico negli Stati Uniti; creato cardinale presbitero di San Clemente; deceduto il 17 dicembre 1973;
- José Garibi y Rivera, arcivescovo metropolita di Guadalajara (Messico); creato cardinale presbitero di Sant'Onofrio - è stato il primo cardinale del Messico; deceduto il 27 maggio 1972;
- Antonio María Barbieri, O.F.M.Cap., arcivescovo metropolita di Montevideo (Uruguay); creato cardinale presbitero di San Crisogono - è stato il primo cardinale dell'Uruguay; deceduto il 6 luglio 1979;
- William Godfrey, arcivescovo metropolita di Westminster (Inghilterra); creato cardinale presbitero dei Santi Nereo e Achilleo; deceduto il 22 gennaio 1963;
- Carlo Confalonieri, arcivescovo titolare di Nicopoli al Nesto, segretario della S. C. per i Seminari e le Università; cardinale presbitero di Sant'Agnese fuori le mura; morto il 1º agosto 1986
- Richard James Cushing, arcivescovo metropolita di Boston (Stati Uniti); creato cardinale presbitero di Santa Susanna; deceduto il 2 novembre 1970;
- Alfonso Castaldo, arcivescovo metropolita di Napoli (Italia); creato cardinale presbitero di San Callisto; deceduto il 3 marzo 1966;
- Paul-Marie-André Richaud, arcivescovo metropolita di Bordeaux (Francia); creato cardinale presbitero dei Santi Quirico e Giulitta; deceduto il 5 febbraio 1968;
- John Francis O'Hara, C.S.C., arcivescovo metropolita di Philadelphia (Stati Uniti); creato cardinale presbitero dei Santi Andrea e Gregorio al Monte Celio; deceduto il 28 agosto 1960;
- José María Bueno y Monreal, arcivescovo metropolita di Siviglia (Spagna); creato cardinale presbitero dei Santi Vito, Modesto e Crescenzia (pro illa vice); deceduto il 20 agosto 1987;
- Franz König, arcivescovo metropolita di Vienna (Austria); creato cardinale presbitero di Sant'Eusebio, deceduto il 13 marzo 2004;
- Julius August Döpfner, vescovo di Berlino (Germania); creato cardinale presbitero (pro illa vice) di Santa Maria della Scala; deceduto il 24 luglio 1976;
- Domenico Tardini, arcivescovo titolare di Laodicea di Siria, Segretario di Stato; creato cardinale presbitero (pro illa vice) di Sant'Apollinare alle Terme; deceduto il 30 luglio 1961;
- Alberto di Jorio, segretario del Sacro Collegio; creato cardinale diacono di Santa Pudenziana (pro illa vice); deceduto il 5 settembre 1979;
- Francesco Bracci, segretario della Congregazione per la Disciplina dei Sacramenti; creato cardinale diacono di San Cesareo in Palatio; deceduto il 24 marzo 1967;
- Francesco Roberti, segretario della Sacra Congregazione del Concilio; creato cardinale diacono di Santa Maria in Cosmedin; deceduto il 16 luglio 1977;
- André-Damien-Ferdinand Jullien, P.S.S., decano della Sacra Rota Romana; creato cardinale diacono di San Giorgio in Velabro; deceduto l'11 gennaio 1964.

## 14 dicembre 1959
Il 14 dicembre 1959, durante il suo secondo concistoro, papa Giovanni XXIII creò otto cardinali:
- Paolo Marella, arcivescovo titolare di Doclea, nunzio apostolico in Francia; cardinale presbitero di Sant'Andrea delle Fratte (titolo ricevuto il 31 marzo 1960); deceduto il 15 ottobre 1984;
- Gustavo Testa, arcivescovo titolare di Amasea, nunzio apostolico in Svizzera; creato cardinale presbitero di San Girolamo dei Croati; deceduto il 28 febbraio 1969;
- Aloysius Joseph Muench, arcivescovo titolare di Selimbria, nunzio apostolico in Germania; creato cardinale presbitero di San Bernardo alle Terme; deceduto il 15 febbraio 1962;
- Albert Gregory Meyer, arcivescovo metropolita di Chicago (Stati Uniti); creato cardinale presbitero di Santa Cecilia; deceduto il 9 aprile 1965;
- Arcadio María Larraona Saralegui, C.M.F., segretario della Congregazione per i religiosi; creato cardinale diacono dei Santi Biagio e Carlo ai Catinari; deceduto il 7 maggio 1973;
- Francesco Morano, segretario del Supremo Tribunale della Segnatura Apostolica; creato cardinale diacono dei Santi Cosma e Damiano; deceduto il 12 luglio 1968;
- William Theodore Heard, decano della Sacra Rota Romana; creato cardinale diacono di San Teodoro; deceduto il 16 settembre 1973;
- Augustin Bea, S.I., rettore emerito del Pontificio Istituto Biblico; creato cardinale diacono di San Saba; deceduto il 16 novembre 1968.

## 28 marzo 1960
Il 28 marzo 1960, papa Giovanni XXIII creò sette nuovi cardinali. In questo concistoro vennero creati i primi cardinali del Giappone, delle Filippine e del continente africano.
- Luigi Traglia, arcivescovo titolare di Cesarea di Palestina, pro-vicario generale della diocesi di Roma; cardinale presbitero di Sant'Andrea della Valle; deceduto il 22 novembre 1977;
- Peter Tatsuo Doi, arcivescovo metropolita di Tokyo (Giappone); creato cardinale presbitero di Sant'Antonio da Padova in Via Merulana - è stato il primo cardinale del Giappone; deceduto il 21 febbraio 1970;
- Joseph-Charles Lefèbvre, arcivescovo di Bourges (Francia); creato cardinale presbitero di San Giovanni Battista dei Fiorentini; deceduto il 2 aprile 1973;
- Bernard Jan Alfrink, arcivescovo metropolita di Utrecht (Paesi Bassi); creato cardinale presbitero di San Gioacchino ai Prati di Castello; deceduto il 16 dicembre 1987;
- Rufino Jiao Santos, arcivescovo metropolita di Manila (Filippine); creato cardinale presbitero di Santa Maria ai Monti - è stato il primo cardinale delle Filippine; deceduto il 3 settembre 1973;
- Laurean Rugambwa, vescovo di Rutabo (Tanzania); creato cardinale presbitero di San Francesco d'Assisi a Ripa Grande - è stato il primo cardinale della Tanzania e di tutto il continente africano; deceduto l'8 dicembre 1997;
- Antonio Bacci, segretario dei Brevi ai Principi; creato cardinale diacono di Sant'Eugenio; deceduto il 20 gennaio 1971.

In questo concistoro furono riservati tre cardinali in pectore, che però non furono mai pubblicati da Giovanni XXIII.

## 16 gennaio 1961
Il quarto concistoro tenuto da papa Giovanni XXIII il 16 gennaio 1961, vide la creazione di quattro nuovi cardinali:
- Joseph Elmer Ritter, arcivescovo metropolita di Saint Louis (Stati Uniti); creato cardinale presbitero del Santissimo Redentore e Sant'Alfonso in Via Merulana; deceduto il 10 giugno 1967;
- José Humberto Quintero Parra, arcivescovo metropolita di Caracas (Venezuela); creato cardinale presbitero dei Santi Andrea e Gregorio al Monte Celio - è stato il primo cardinale del Venezuela; deceduto l'8 luglio 1984;
- Luis Concha Córdoba, arcivescovo metropolita di Bogotà (Colombia); creato cardinale presbitero di Santa Maria Nuova; deceduto il 18 settembre 1975;
- Giuseppe Antonio Ferretto, arcivescovo titolare di Sardica, assessore della Sacra Congregazione Concistoriale e segretario del Sacro Collegio; creato cardinale presbitero di Santa Croce in Gerusalemme; deceduto il 17 marzo 1973.

## 19 marzo 1962
Nel quinto concistoro papa Giovanni XXIII creò dieci nuovi cardinali:
- José da Costa Nunes, arcivescovo-patriarca titolare di Odesso, vice Camerlengo di Santa Romana Chiesa; creato cardinale presbitero di Santa Prisca; deceduto il 29 novembre 1976;
- Giovanni Panico, arcivescovo titolare di Giustiniana Prima, nunzio apostolico in Portogallo; creato cardinale presbitero di Santa Teresa al Corso d'Italia (titolo ricevuto il 24 maggio); deceduto il 7 luglio 1962;
- Ildebrando Antoniutti, arcivescovo titolare di Sinnada di Frigia, nunzio apostolico in Spagna; creato cardinale presbitero di San Sebastiano alle Catacombe (titolo ricevuto il 24 maggio); deceduto il 1º agosto 1974;
- Efrem Forni, arcivescovo titolare di Darni, nunzio apostolico in Belgio; creato cardinale presbitero di Santa Croce in Gerusalemme; deceduto il 26 febbraio 1976;
- Juan Landázuri Ricketts, O.F.M., arcivescovo metropolita di Lima (Perù); creato cardinale presbitero di Santa Maria in Ara Coeli; deceduto il 16 gennaio 1997;
- Gabriel Acacius Coussa, B.A., arcivescovo titolare di Gerapoli di Siria dei Greco-Melchiti, pro-segretario della Congregazione per le Chiese Orientali; creato cardinale presbitero di Sant'Atanasio - è stato il primo cardinale della Siria; deceduto il 29 luglio 1962;
- Raúl Silva Henríquez, S.D.B., arcivescovo metropolita di Santiago del Cile (Cile); creato cardinale presbitero di San Bernardo alle Terme; deceduto il 9 aprile 1999;
- Léon-Joseph Suenens, arcivescovo metropolita di Malines-Bruxelles (Belgio); creato cardinale presbitero di San Pietro in Vincoli; deceduto il 6 maggio 1996;
- Michael Browne, O.P., maestro generale del suo Ordine; creato cardinale diacono di San Paolo alla Regola; deceduto il 31 marzo 1971;
- Joaquín Anselmo María Albareda y Ramoneda, O.S.B.Subl., prefetto della Biblioteca Apostolica Vaticana; creato cardinale diacono di Sant'Apollinare alle Terme; deceduto il 19 luglio 1966.

## Nazioni con i primi cardinali autoctoni
Nei concistori presieduti da papa Giovanni XXIII, sono 7 le nazioni che hanno avuto il loro primo cardinale autoctono nella storia della Chiesa cattolica.

### Suddivisione per concistoro
| Concistoro    | Nazioni                           | Totale |
| ------------- | --------------------------------- | ------ |
| Dicembre 1958 | - Messico - Uruguay               | 2      |
| Marzo 1960    | - Giappone - Filippine - Tanzania | 3      |
| Gennaio 1961  | - Venezuela                       | 1      |
| Marzo 1962    | - Siria                           | 1      |
| TOTALE        | TOTALE                            | 7      |

### Suddivisione per continente
| Continente | Nazioni                         | Totale |
| ---------- | ------------------------------- | ------ |
| America    | - Messico - Uruguay - Venezuela | 3      |
| Africa     | - Tanzania                      | 1      |
| Asia       | - Giappone - Filippine - Siria  | 3      |
| TOTALE     | TOTALE                          | 7      |